# Hemigraphis nemorosa
Hemigraphis nemorosa är en akantusväxtart som först beskrevs av Heinrich Zollinger, och fick sitt nu gällande namn av Jacob Gijsbert Boerlage. Hemigraphis nemorosa ingår i släktet Hemigraphis och familjen akantusväxter. Inga underarter finns listade i Catalogue of Life.